# 交易所和秤量房 (吕伐登)
交易所和秤量房（荷蘭語：Beurs- en waaggebouw）是位於荷蘭菲仕蘭省首府呂伐登的歷史建築。

## 歷史
建於1880年，為一座新古典主義建築，由建築師托馬斯·阿德里安·羅曼設計。當時的用途為證券交易所和秤量房。1980年代，該建築成為公共圖書館。自2019年起，建築物由格羅寧根大學弗里斯蘭校區進駐使用。